# Indische Khond-Streitaxt
Die Indische Khond-Streitaxt ist eine Waffe aus Indien.

## Beschreibung
Die Indische Khond-Streitaxt gibt es in vielen, verschiedenen Versionen. Die Klingen sind halbmondförmig oder schmal und langgestreckt. Die Klingen sind einschneidig. Merkmal aller Versionen ist, dass sie über drei Streben mit dem Schaft verbunden sind. Die Streben sind im Holz, oder mit der Hilfe von Augen am Schaft befestigt. Die Schäfte sind meist rund und mit Metallornamenten oder mit Metalldraht verziert. Diese Streitaxt wurde von den Kriegerkasten in Indien benutzt.